# Dacnusa dubiosa
Dacnusa dubiosa är en stekelart som först beskrevs av William Harris Ashmead 1902.  Dacnusa dubiosa ingår i släktet Dacnusa och familjen bracksteklar. Inga underarter finns listade i Catalogue of Life.